# Лотерейный билет (фильм, 2010)
«Лотерейный билет» (англ. Lottery Ticket) — кинокомедия режиссёра Эрика Уайта, основанная на реальных событиях. Премьера состоялась 20 августа 2010 года.

## Сюжет
Кевин Карсон, живущий в социальном жилье с бабушкой, мечтает однажды запустить собственную линию кроссовок, а пока работает в магазине. Поддерживают его мечты двое лучших друзей: Бенни и Стейси. Между тем, все жители района пытаются выиграть 370 миллионов долларов в лотерею Mondo Million Dollar.
Однажды в его магазин вламывается преступник по имени Лоренцо и требует, чтобы Кевин отдал ему и трём его друзьям по три комплекта кроссовок. Но когда он забирает кроссовки, срабатывает сигнализация и приезжает полиция. Лоренцо пытается выкрутиться и говорит, что Кевин сам подарил ему кроссовки. Кевин же с горем пополам объясняет полицейским, что не собирался этого делать. Лоренцо арестовывают за кражу, а Кевин теряет работу.
По дороге домой он покупает на заправке 2 лотерейных билета Mondo Millionaire. В одном выбирает их с бабушкой счастливые числа, а в другом — числа из печенья с предсказаниями. Позже он встречает друзей, которые сообщают, что весь район знает, что он сдал Лоренцо. Расстроенный Кевин идёт домой и ложится спать. Тем временем проходит розыгрыш: бабушкин билет не выигрывает, а билет Кевина срывает джекпот в 370 миллионов долларов.
Кевин вместе с Бенни отправляется в офис организатора лотереи, но им говорят, что из-за выходных по случаю Дня независимости им придётся подождать три дня. Новость о выигрыше распространяется по всему району, и соседи начинают приходить к нему домой с просьбой поделиться деньгами. А главная красавица Никки Суэйзи, которая до этого отвергла Кевина, внезапно проявляет к нему интерес.

## Роли исполняли

### В главных ролях
- Bow Wow — Кевин Карсон
- Брэндон Джексон — Бенни
- Нэтари Наутон — Стейси

### Второстепенные персонажи
- Лоретта Дивайн — бабушка Кевина Карсона
- Айс Кьюб — Джером Трамп Вашингтон
- Гбенга Акиннагбе — Лоренцо Мак
- Кит Дэвид — Свит Ти
- Терри Крюс — Джимми
- Чарли Мёрфи — Сёма
- Тиайрра Мари — Никки Свейзи
- Джейсон Уивер — Рэй-Рэй

## Критика
Фильм получил преимущественно негативные отзывы. Согласно сайту-агрегатору рецензий Metacritic фильм набрал 50 % положительных отзывов; Rotten Tomatoes — 34 %.

## Саундтреки
1. «Workin' Man Blues» — Aceyalone (featuring Bionik)
2. «Look At Me Now» — King Juju
3. «Lord Rescue Me» — Jason Eskridge
4. «If You’re Really Hood» — the Handlebars
5. «What You Talkin About» — Classic
6. «How Low» — Ludacris
7. «I Make the Hood Look Good» — T-Drop
8. «Tim & Bob Groove 1» — Tim & Bob
9. «We Like to Party» — Ben and Family
10. «Mysterious Love» — Lamar J and Deshawn Williams (of Take 2)
11. «I Be Doin It» — Classic
12. «Outta Control» — Envy
13. «Gangsta Party» — Classic
14. «Southside» — Johnny Ringo
15. «I Can Transform Ya»*- Крис Браун
16. "Money (That’s What I Want) — Барретт Стронг
17. «Hallelujah»
18. «All Your Bass» — T-Pain
19. «Tim & Bob Groove 2» — Tim & Bob
20. «Deez Hips» — Dem Naughty Boyz
21. «Oh Happy Day» — Edwin Hawkins
22. «Whoa Now» — B Rich
23. «Million Bucks» — Maino (featuring Swizz Beatz)
24. «Tim & Bob Groove 3» — Tim & Bob
25. «I Invented Sex» — Trey Songz (featuring Drake)
26. «Standing in the Rain» — Al Green
27. «Come By Here My Lord» — Tick Ticker
28. «Un-Thinkable (I’m Ready)» — Alicia Keys (featuring Drake)
29. «Let My People Go» — Darondo
30. «Take Your Shirt Off» — T-Pain
31. «Here to Party» — Classic
32. «For My Hood» — Bow Wow (featuring Sean Kingston)